# Distretto di Djondor
Il distretto di Djondor (usbeco Jondor) è uno degli 11 distretti della Regione di Bukhara, in Uzbekistan. Il capoluogo è Djondor.
| Controllo di autorità | VIAF (EN) 90147662833560550055 |